# Loft Story 3
Vous pouvez aider à l'améliorer ou bien discuter des problèmes sur sa page de discussion.
- Il n'est pas vérifiable et peut contenir des informations totalement erronées. Il est fortement conseillé aux contributeurs d'étayer son contenu par des sources fiables. Sans cela, sa suppression pourrait être envisagée. (si vous venez d'apposer le bandeau, veuillez cliquer sur ce lien pour créer la discussion et en afficher les indications). (Marqué depuis novembre 2024)
- Il peut contenir un travail inédit ou des déclarations non vérifiées. Vous pouvez l’améliorer en ajoutant des références. (Marqué depuis novembre 2024)

- Archive Wikiwix
- Bing
- Cairn
- DuckDuckGo
- E. Universalis
- Gallica
- Google
- G. Books
- G. News
- G. Scholar
- Persée
- Qwant
- (zh) Baidu
- (ru) Yandex
- (wd) trouver des œuvres sur Wikidata

Vous pouvez aider à l'améliorer ou bien discuter des problèmes sur sa page de discussion.
- Son admissibilité est à vérifier. Motif : manque de références. Il s'agit uniquement de travail inédit. Saison ne se démarquant pas particulièrement.. Vous êtes invité à le compléter pour expliciter son admissibilité, en y apportant des sources secondaires de qualité. (Marqué depuis mars 2025)
- Il ne cite pas suffisamment ses sources. Vous pouvez indiquer les passages à sourcer avec {{référence nécessaire}} ou {{Référence souhaitée}}, et inclure les références utiles en les liant aux notes de bas de page. (Marqué depuis novembre 2024)
- Son texte doit être wikifié : il ne correspond pas à la mise en forme Wikipédia (style, typographie, liens internes, liens entre les wikis, etc.). (Marqué depuis novembre 2024)

- Archive Wikiwix
- Bing
- Cairn
- DuckDuckGo
- E. Universalis
- Gallica
- Google
- G. Books
- G. News
- G. Scholar
- Persée
- Qwant
- (zh) Baidu
- (ru) Yandex
- (wd) trouver des œuvres sur Wikidata

Cet article concerne la troisième saison de Loft Story. Pour les autres saisons de Loft Story, voir Loft Story (Québec).
Loft Story 3 est la troisième saison de la télé réalité québécoise Loft Story se déroulant du 24 septembre au 3 décembre 2006. Marie Plourde est l'animatrice des galas du dimanche, alors que Virginie Coossa est chargée de l'animation des émissions quotidiennes.
Kevins-Kyle, David et Priscilla ont participé à Loft Story 6 : La Revanche en 2009.

## Déroulement du jeu
- 1re semaine :
  - Départ : Vanessa Faucher-Coté
- 2e semaine :
  - Départ : André Vincent
- 3e semaine :
  - Départ : Jennifer Godin
- 4e semaine :
  - départ : Priscilla Lanni

Kevins-Kyle Lambert (est sorti dû à une conséquence dans le loft)
- 5e semaine : 
  - Départ : Christiana
- 6e semaine :
  - Départ : Nathan Fortin
- 7e semaine :
  - Départ : Melissa Butler
- 8e semaine :
  - Départ : Charles Girard
- 9e semaine :
  - Départ : David Tremblay (retourne dans le Loft grâce à un pouvoir)
- 10e semaine :
  - Finalistes : Brenda-Lee Tamaya-Chabot, David Tremblay, Jean-Philippe « J-P » Anwar, Kim Rusk, Marie-Ève Lalonde, Eduardo « Shawn-Edward » Castagnetto
  - Gagnants : Eduardo « Shawn-Edward » Castagnetto (gagnant de la maison Bonneville) Jean-Philippe « J-P » Anwar, Kim Rusk